# Ринголд (Луизијана)
Ринголд (енгл. Ringgold) град је у америчкој савезној држави Луизијана.

## Демографија
По попису из 2010. године број становника је 1.495, што је 165 (-9,9%) становника мање него 2000. године.
| Група             | 2000.       | 2010.       |
| Белци             | 727 (43,8%) | 580 (38,8%) |
| Афроамериканци    | 918 (55,3%) | 867 (58,0%) |
| Азијати           | 1 (0,1%)    | 1 (0,1%)    |
| Хиспаноамериканци | 9 (0,5%)    | 29 (1,9%)   |
| Укупно            | 1.660       | 1.495       |